# Camille Claudel 1915
Camille Claudel 1915 è un film del 2013 diretto da Bruno Dumont.
Film biografico francese, uscito in patria il 13 marzo 2013.

## Trama
Nel 1913 Camille Claudel viene internata in una casa di cura psichiatrica dietro richiesta dei suoi familiari. Nel febbraio del 1915, a causa della guerra, viene trasferita in un istituto religioso, il manicomio Montdevergues Montfavet vicino ad Avignone dove si troverà circondata da pazienti molto gravi. In questo periodo si evidenzia in lei, di tanto in tanto, la tendenza a discorsi paranoici (specialmente verso Rodin), pur conservando la sua limpidezza e sensibilità artistica. La sua profonda sofferenza cresce con la speranza di un rilascio dal suo internamento forzato, per riunirsi a sua madre, che però non comunica mai con lei. Solo attraverso il fratello, lo scrittore e diplomatico Paul Claudel, riesce a mantenere un rapporto con l'esterno. Per giorni Camille aspetta di poter riacquistare la libertà. Invano, Paul è completamente rivolto verso se stesso, la sua fede e la sua crescente fama. Non comprende il disagio di sua sorella e si rifiuta di seguire il parere dello psichiatra curante, che consiglia di farla uscire, ma accetta solo di pagare affinché lei possa avere le migliori condizioni possibili di internamento.

## Personaggi
- Juliette Binoche: Camille Claudel
- Jean-Luc Vincent: Paul Claudel
- Robert Leroy: Medico
- Emmanuel Kauffman: prete
- Marion Keller: Signorina Bianco
- Armelle Leroy-Rolland: la giovane suora novizia

## Accoglienza
Il film è stato acclamato in Francia da tutta la stampa. Il critico e giornalista francese Olivier Père ha dichiarato che il film "segna un traguardo nella carriera del regista". Tutta la critica cinematografica saluta l'interpretazione di Juliette Binoche, nel report dal set pubblicato da Libération, una delle pazienti, Christiane, parla della Binoche come di una presenza dolorosa, piccola, magra, capace di far piangere. Mentre la redazione della rivista Time Out - Parigi classifica il film nella sua lista dei migliori cinque film del 2013.
Camille Claudel 1915 ha una particolarità: le suore che assistono Camille sono in realtà infermiere e le compagne di reclusione non sono attrici professioniste, ma donne realmente affette da disturbi psichiatrici.

## Riconoscimenti
- 2014 - Premio Lumière
  - Nomination come migliore attrice a Juliette Binoche
- 2013 - Festival internazionale del cinema di Berlino
  - Nomination per l'Orso d'Oro a Bruno Dumont
- 2013 - Brussels European Film Festival
  - Premio speciale della giuria a Bruno Dumont
- 2013 - International Istanbul Film Festival
  - Premio FIPRESCI a Bruno Dumont
  - Premio speciale della giuria a Bruno Dumont
- 2013 - Premio Louis-Delluc
  - Nomination come miglior film a Bruno Dumont
- 2013 - Tallinn Black Nights Film Festival
  - Miglior attrice a Juliette Binoche
  - Nomination a Bruno Dumont